# Saint-Jean-de-la-Haize
Saint-Jean-de-la-Haize è un comune francese di 516 abitanti situato nel dipartimento della Manica nella regione della Normandia.
Fa parte del cantone di Avranches, nell'omonima circoscrizione (arrondissement).

## Società

### Evoluzione demografica
Abitanti censiti